# Drašković (plaats)
Drašković is een plaats in de gemeente Breznica in de Kroatische provincie Varaždin. De plaats telt 446 inwoners (2001).